# Kai Bjorn
Kai Bjorn (Montréal, 13 luglio 1968) è un velista canadese.

## Biografia
È figlio di Peter Bjorn e fratello di Tyler Bjorn, entrambi velisti di caratura internazionale.
Ha rappresentato il Canada ai Giochi olimpici estivi di Sydney 2000.